# Planitz (Adelsgeschlecht)

Wappen derer von der Planitz

Planitz ist der Name eines alten vogtländischen Adelsgeschlechts mit gleichnamigem Stammhaus am Planitzbach im Zwickauer Stadtteil Planitz. Ein Ludewicus de Plaunizc wird am 8. Dezember 1192 in Merseburg erstmals urkundlich erwähnt. Mit diesem beginnt auch die direkte Stammreihe.

## Geschichte
Der Ort Planitz mit der um 1150 errichteten Burg war im 12. und 13. Jahrhundert im Besitz der Vögte von Weida, welche die Herren von der Planitz damit belehnten. Sie wurden ab 1406 Vasallen des Markgrafen von Meißen. Im Januar 1430 wüteten die Hussiten im Dorf und brannten neben der Burg auch etliche Gehöfte und Häuser nieder. Die Familie von der Planitz ließ das Schloss anschließend neu errichten. Christoph von der Planitz musste 1572 den Stammbesitz für 40.000 Gulden an Georg von Schönburg auf Glauchau und Waldenburg verkaufen.
Im Jahr 1412 wurden die Herren von der Planitz mit der Herrschaft Wiesenburg belehnt, wodurch diese in Verbindung mit dem Amt Zwickau kam. 1591 erwarb der Rat der Stadt Zwickau die Herrschaft Wiesenburg.
Das Prädikat Edler wurde der Familie am 19. November 1522 auf dem II. Nürnberger Reichstag verliehen. Kaiser Karl V. stellte am 5. Mai 1523 für Dr. jur. Hans von der Planitz, Gutsherr auf Auerbach im Vogtland, u. a. kursächsischer Rat und Reichskammergerichts-Assessor in Speyer, den Adelsbrief aus.
Von 1525 bis 1853 befand sich das Rittergut Sorga bei Auerbach im Besitz der Familie. Das Rittergut Gablenz bei Crimmitschau war zwischen 1724 und 1764 im Besitz derer von der Planitz.

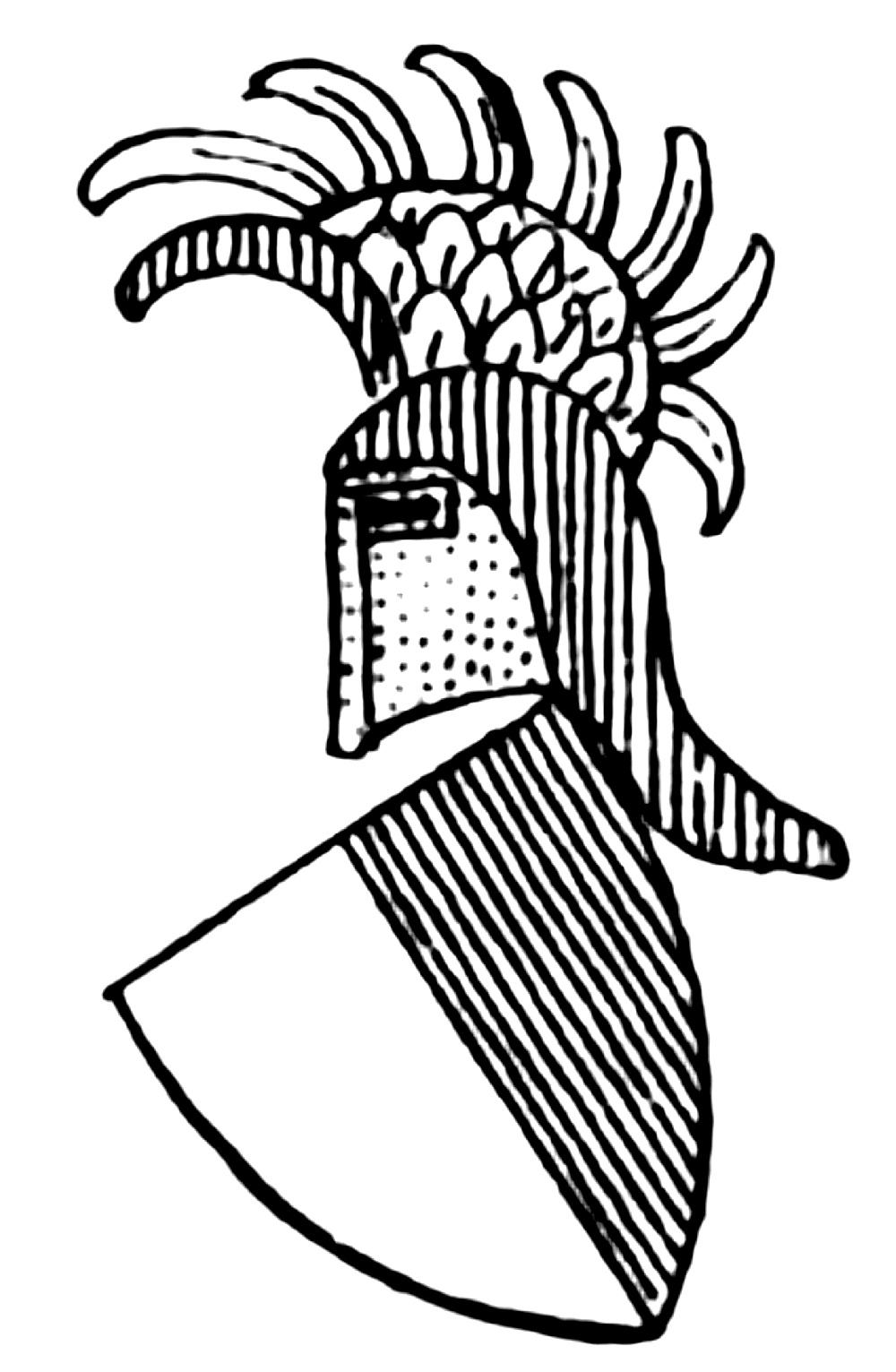
Wappenvariante derer von der Planitz in Albertis Wappenbuch

## Wappen
Das Wappen ist von Silber und Rot gespalten. Auf dem Helm mit rot-silbernen Decken ein offener, rechts roter, links silberner Flug.

## Bekannte Familienmitglieder

### Bernhard
- Bernhard Edler von der Planitz (1818–1907), Dompropst zu Bautzen, Domkapitular zu Meißen
- Bernhard von der Planitz (Politiker) (1828–1907), deutscher Politiker, Abgeordneter im Sächsischen Landtag 1866–1900
- Bernhard von der Planitz (Diplomat) (* 1941), deutscher Diplomat

### Karl
- Karl Adolf Maximilian von der Planitz (1793–1858), sächsischer Generalmajor
- Carl Robert von der Planitz (1806–1847), deutsch-brasilianischer Lehrer, Zeichner, Genealoge und Heraldiker
- Karl von der Planitz (Schriftsteller) (1845–1899), sächsischer Hauptmann und Schriftsteller
- Karl Ferdinand Edler von der Planitz (1893–1945), preußischer Verwaltungsjurist und Regierungspräsident

### Sonstige
geordnet nach Lebenszeit
- Rudolf von der Planitz, Bischof von Meißen (1411–1427)
- Hans Edler von der Planitz (1473–1535), kaiserlicher und kursächsischer Rat, Jurist, Beamter, Diplomat; Stammvater aller heutigen Träger dieses Namens
- Balthasar Friedrich Edler von der Planitz (1510–1563), Offizier
- Heinrich Ernst von der Planitz (1723–1793), preußischer Generalmajor
- Heinrich August von der Planitz († 1739), Domherr zu Naumburg, Kammerjunker und sächsisch-polnischer Offizier
- Gustav Adolf Edler von der Planitz (1802–1869), sächsischer Hof- und Justizrat, sachsen-altenburgischer Geheimrat und Minister
- Max von der Planitz (1834–1910), preußischer General der Artillerie, Ritter des Schwarzen Adlerordens
- Ernst von der Planitz (1836–1910), preußischer Generaloberst, Ritter des Schwarzen Adlerordens
- Paul von der Planitz (1837–1902), sächsischer General der Infanterie
- Otto Edler von der Planitz (1839–1919), Präsident der sächsischen Oberrechnungskammer
- Adolf Edler von der Planitz (1840–1918), preußischer Generalmajor
- Adolf von der Planitz (1845–1906), sächsischer Generalmajor, Ritter des militärischen St.-Heinrichs-Ordens
- Ernst Edler von der Planitz (1857–1935), deutsch-amerikanischer Schriftsteller
- Horst Edler von der Planitz (1859–1941), sächsischer General der Infanterie
- Arwed Edler von der Planitz (1875–1943), sächsischer Rittmeister der Reserve und Regierungsrat
- Clotilde von Derp (Künstlername), geboren als Clotilde Edle von der Planitz (1892–1974), international bekannte deutsche Tänzerin
- Hans-Werner von der Planitz (1902–1979), Reichstrainer der deutschen Marathonläufer in den 1930er Jahren, Organisator des Olympischen Fackellaufs 1972